# Дом Лорис-Меликова
Дом Лорис-Меликова (городская усадьба) — памятник архитектуры, возведён в 1830—1840-х для надворного советника, попечителя Московского училища живописи, ваяния и зодчества (ныне Академия живописи Ильи Глазунова), И. Д. Лорис-Меликова, племянника М. Т. Лорис-Меликова, министра внутренних дел при Александре II, стиль — классицизм.
Расположен в Москве по адресу Милютинский переулок, 19, стр.1. / Сретенский бульвар, 4, стр. 1. Архитектор М. Д. Быковский.
Иван Данилович Лорис-Меликов родился в 1817 году, был в звании камер-юнкера. Он был владельцем многочисленного недвижимого имущества, в том числе в Астрахани, Тифлисе, несколько домов в Москве, имения в Звенигородском (306 душ) и Мосальском уездах Калужской губернии (155 душ). Был государственным служащим с 1840 года, почётный членом Московского комитета детских приютов. Награждён орденом св. Станислава II степени с императорской короной, св. Анны III степени, персидского ордена Льва и Солнца II степени.

## История участка
В 1720—1740-е годах на месте усадьбы было два двора: доктора Д. П. Скопиони (выходил на проезд вдоль укреплений Белого города) и прапорщика Киевского драгунского полка А. М. Кологривого (Милютинский переулок).
В 1770-е годы усадьба принадлежала прокурору Военной коллегии В. А. Черткову. Старые постройки были полностью заменены. Вокруг главного каменного дома по периметру располагались деревянные хозяйственные и служебные корпуса.
В 1778 году торцевой участок был перестроен. В то время домом владел купец Иван Михайлович Пригодин.
В начале 1790-х годов усадебные комплексы были объединены в одно владение, которое в 1793 году числилось за ротмистром Д. Полуектовым. Позже усадьба перешла его дочери Варваре Дмитриевне Полуектовой (Полуехтовой). В. Д. Полуектова владела усадьбой до 1836 года.
В 1836 году владение перешло к полковнице Александре Дмитриевне Толбухиной.

## Здание
Дом Лорис-Меликова был построен в 1840 годах. Архитектор — Михаил Доримедонтович Быковский, ученик архитектора Жилярди. Соучеником Быковского был итальянец Константин Львович Минелли, на сестре которого, Эмилии, в 1831 году Быковский женился. В 1841 году Эмилия умерла при родах сына Константина. В память о ней Быковский возвёл придел Св. Эмилии в Польском католическом храме Св. Петра и Павла, располагающемуся в перестроенном виде, и поныне в том же Милютинском переулке. В это же время он получил заказ на дом Лорис‑Меликова.
Двухэтажный дом в духе позднего классицизма должен был стать достойным памяти любимой жены. Первый этаж декорировался рустом, который вкупе с почти квадратными окнами подчеркивал монументальность здания. Второй, парадный этаж, украшался высокими полуциркульными окнами. Их резные деревянные рамы, почти единственные такого рода, сохранившиеся в Москве.
Интерьер здания роскошен и изящен — настоящий дворец: лепные, в росписи потолки, резные двери, мраморные колонны и полы, скульптура, рельефные фризы. На второй этаж ведет лестница каслинского литья. За домом стоит полукруглое здание конюшен, своей формой определяющее камерный, уютный двор усадьбы.
Дом построен в стиле русского классицизма с характерными высокими окнами второго парадного этажа. Резные деревянные рамы сохранились в боковых окнах главного фасада и окнах бокового фасада со стороны Сретенского бульвара. Особенно красив второй этаж: рамочные наличники высоких окон украшены лепными фризами и полочками. Над лестницей установлены четыре кариатиды, скульптор Николай Александрович Рамазанов.
Главный фасад дома построен по распространенной в то время композиции с нейтральной центральной частью и акцентами по бокам. В данном случае это увенчанные аттиками ризалиты.
Первый этаж, где размещались жилые и подсобные помещения, освещается небольшими, близкими по форме к квадрату окнами; окна второго — высокие, каждый из рамочных наличников окон украшены лепным фризом и полочкой.
Каждый зал особняка выдержан в определенном стиле. Каминный зал (кабинет хозяина) — в готическом стиле, в картушах — рельефные портреты Сервантеса и Гёте. В парадном зале колонны искусственного мрамора отгораживают место для оркестра. В лепнине потолка — геральдический орел, сжимающий в когтях змею. Паркетный зал был гостиной, где хозяин встречал гостей. Малый — служил будуаром, за ним закрепилось название — Золотой, так как его свод с витиеватой лепниной сиял позолотой.
В 1872 году усадьбу приобрел коммерции советник Иван Степанович Ананов, который заново оформил вестибюль 1-го этажа и встроил новую парадную лестницу каслинского чугунного литья.
В 1891 году, через три года после смерти отца, Софья Ивановна, вышедшая замуж за подданного Великобритании Я. Д. Экизлера, выкупила у родственников их доли наследства в этом особняке и становится его полновластной хозяйкой. Новая собственница до 1917 года сдавала его арендаторам, сама в нем не жила: на двух этажах особняка располагались две просторные квартиры: из четырех и семи комнат с кухней и прихожей. Конюшня была приспособлена под склад.
Коммунальные квартиры сменили конторские помещения, затем общежитие института. Дом разрушался, почти весь интерьер был уничтожен. В 1988 году дом был передан Всероссийскому фонду культуры, который провел реставрацию, была возрождена архитектура и декор интерьеров.
04.10.1960 здание было предоставлено государственному предприятию "Специализированное управление «Мособлспортремстрой», впоследствии преобразованное в АОЗТ «Стройспортсервис».
В 1990-е годы здание использовалось как ресторан, место для проведения свадебных мероприятий затем передано в аренду одному из столичных домов моды.
С августа 2012 по июнь 2013 года в доме располагалась творческая усадьба FreeLabs.
Усадьба занесена в Красную книгу Архнадзора (электронный каталог объектов недвижимого культурного наследия Москвы, находящихся под угрозой).
В строении 5 (бывшая конюшня и помещения прислуги) с 2012 года располагается антикафе «Зеленая Дверь».
Имеет статус объекта культурного наследия федерального значения.